# Michael Kiwanuka
Michael Samuel Kiwanuka (1987. május 3. –) ugandai családból származó brit énekes, zenész, producer. Stílusára a soul mellett nagy hatást gyakorolt többek között Jimi Hendrix és Bob Dylan is.

## Élete
Kiwanuka 1988. május 3-án született London Muswell Hill nevű városrészében, Deborah és Michael Kiwanuka gyermekeként. Szülei ugandai bevándorlók voltak, akik Idi Amin Dada rezsimje elől menekültek el. 2005-ben végzett a Fortismere School-ban, majd a Westminsteri Egyetem Médiatudományi, Művészeti és Design Karán tanult tovább.

## Diszkográfia
- Home Again (2012)
- Love & Hate (2016)
- Kiwanika (2019)
- Small Changes (2024)